# Майер-Вальдек, Альфред
Альфред Вильгельм Мориц Майер-Вальдек (нем. Alfred Wilhelm Moritz Meyer-Waldeck, 27 ноября 1864 — 25 августа 1928) — офицер немецкого Кайзерлихмарине, командовавший обороной Цзяочжоу во время Первой мировой войны.
Родился 27 ноября 1864 года в Санкт-Петербурге, где его отец находился на дипломатической службе. Почти всю свою жизнь провёл на службе в немецком военно-морском флоте.
19 августа 1911 года капитан 1-го ранга Майер-Вальдек сменил Оскара фон Труппеля на посту германской колонии Цзяо-Чжоу в Китае. Когда 23 августа 1914 года Япония объявила войну Германии, он отправил кайзеру телеграмму: «Остаюсь на посту до последнего».
Под руководством контр-адмирала Майер-Вальдека крепость Циндао продержалась свыше двух месяцев. На фоне неудач в Европе это было светлым пятном, на основе которого можно было развернуть пропагандистскую кампанию, поэтому в ответ на телеграмму о капитуляции Циндао кайзер телеграфировал Майер-Вальдеку:
С горячей признательностью за геройскую защиту Циндао жалую я капитану 1-го ранга Майер-Вальдеку железный крест 1-го класса…
Альфред фон Тирпиц в своих мемуарах писал:
«Циндао сдался, лишь когда последняя граната вылетела из орудия. Когда тридцать тысяч врагов начали генеральный штурм, который не мог уже быть отражён артиллерией, встал вопрос о том, должны ли мы допустить избиение остатков немцев на улицах неукреплённого города. Губернатор вынес правильное решение и капитулировал».
После капитуляции Циндао Майер-Вальдек вместе с прочими германскими и австро-венгерскими военнопленными был помещён в лагерь для военнопленных Бандо в районе японского города Наруто. В японском плену Майер-Вальдек находился до 1920 года, причём германским правительством был заочно произведён в вице-адмиралы.
По возвращении в Германию Мейер-Вальдек вышел в отставку и скончался 25 августа 1928 года в Бад-Киссингене.
После себя Мейер-Вальдек оставил записки «Bilder von der Belagerung Tsing-taus» («Очерки из осады Циндао»), напечатанные в альманахе «Auf See unbesiegt» (Munchen, 1921).

## Источники

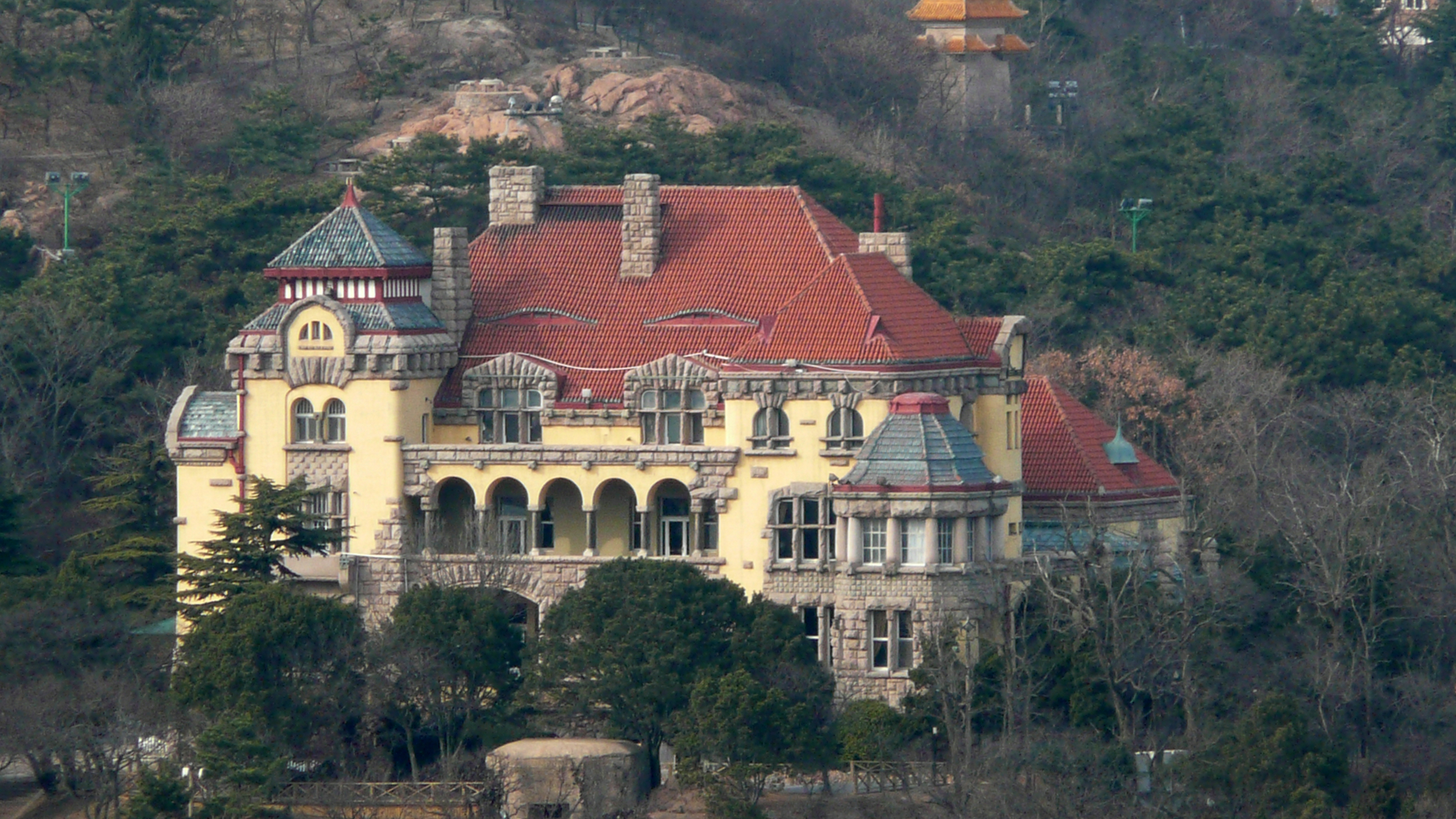
Циндао, замок губернатора